# District de Nagpur
Le district de Nagpur (Marathi: नागपूर जिल्हा)  est un district de la division de Nagpur, dans l'état du Maharashtra en Inde.

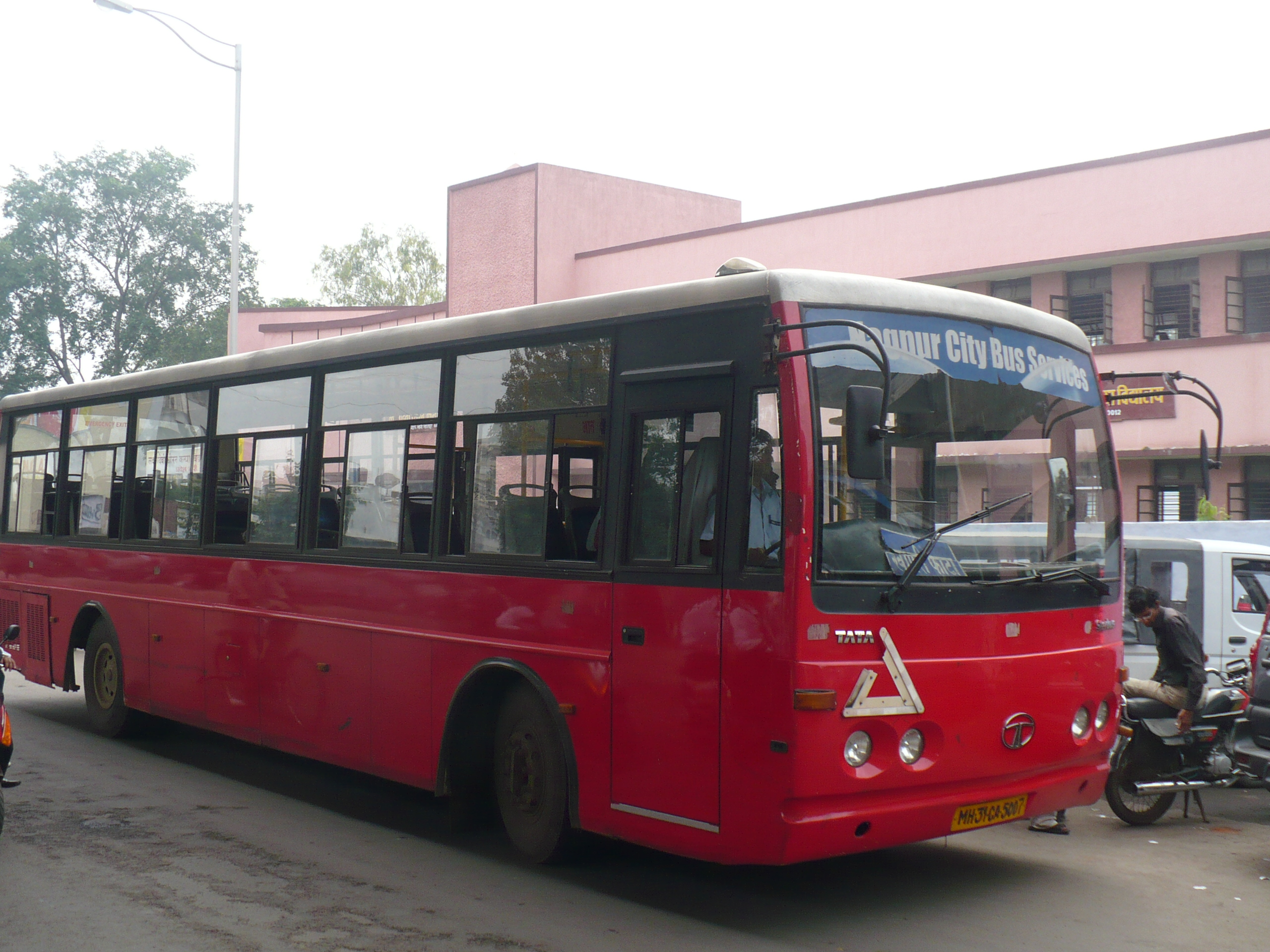
Bus de transport public à Nagpur.

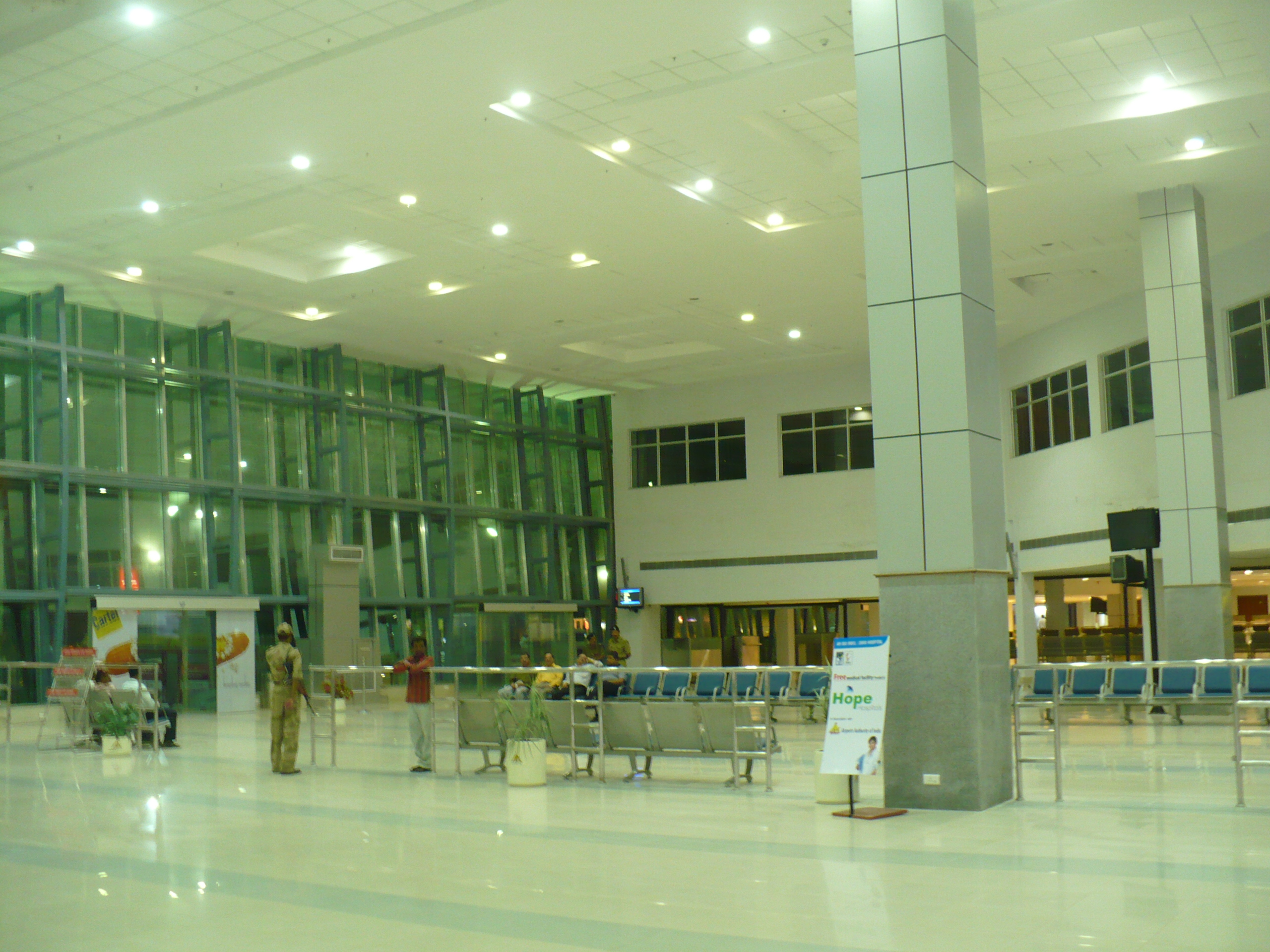
Aéroport de Nagpur.

## Population
Il a une population de 4 653 570 habitants en 2011.
Son chef-lieu est Nagpur.